# شغالک
شغالک ، روستایی است از توابع بخش مرکزی شهرستان هیرمند در استان سیستان و بلوچستان.
این روستا در دهستان دوست محمد قرار دارد و بر اساس سرشماری سال ۱۳۸۵ جمعیت آن (۱۱۴ خانوار) ۴۹۱ نفر 
بوده‌است.